# Mistrovství Evropy juniorů v ledním hokeji 1977
Mistrovství Evropy juniorů v ledním hokeji 1977 byl 10. ročník této soutěže. Turnaj hostilo od 30. března do 10. dubna západoněmecké město Bremerhaven. Od tohoto ročníku byla snížena věková hranice pro účastníky z 19 na 18 let, protože se během sezony hrálo první oficiální mistrovství světa do 20 let.

## Výsledky
Rumunsko se vzdalo účasti kvůli přírodní katastrofě, která v březnu zemi postihla.
Všech zbývajících sedm týmů se střetlo ve formátu každý s každým. Konečné pořadí na turnaji bylo umístění mužstva v tabulce.
| Poř. | Tým           | SWE  | TCH  | URS  | FIN  | SUI  | GER  | POL  | Z | V | R | P | Skóre | B  |
| 1.   | Švédsko       | —    | 4:0  | 5:2  | 8:1  | 13:2 | 15:1 | 13:1 | 6 | 6 | 0 | 0 | 58:7  | 12 |
| 2.   | ČSSR          | 0:4  | —    | 5:3  | 10:1 | 15:3 | 10:1 | 9:1  | 6 | 5 | 0 | 1 | 49:13 | 10 |
| 3.   | Sovětský svaz | 2:5  | 3:5  | —    | 14:2 | 6:4  | 7:3  | 17:0 | 6 | 4 | 0 | 2 | 49:19 | 8  |
| 4.   | Finsko        | 1:8  | 1:10 | 2:14 | —    | 11:2 | 8:3  | 8:1  | 6 | 3 | 0 | 3 | 31:38 | 6  |
| 5.   | Švýcarsko     | 2:13 | 3:15 | 4:6  | 2:11 | —    | 2:2  | 8:5  | 6 | 1 | 1 | 4 | 21:52 | 3  |
| 6.   | SRN           | 1:15 | 1:10 | 3:7  | 3:8  | 2:2  | —    | 4:3  | 6 | 1 | 1 | 4 | 14:45 | 3  |
| 7.   | Polsko        | 1:13 | 1:9  | 0:17 | 1:8  | 5:8  | 3:4  | —    | 6 | 0 | 0 | 6 | 11:59 | 0  |

 Rumunsko neúčastí automaticky sestoupilo z elitní skupiny

## Turnajová ocenění
|                        | Brankář         | Obránce       | Obránce       | Útočník          | Útočník          | Útočník          |
| ---------------------- | --------------- | ------------- | ------------- | ---------------- | ---------------- | ---------------- |
| Ceny direktoriátu IIHF | Pelle Lindbergh | Peter Slanina | Peter Slanina | Conny Silverberg | Conny Silverberg | Conny Silverberg |

### Produktivita
|                                   | G | A  | B  |
| --------------------------------- | - | -- | -- |
| Conny Silfverberg                 | 8 | 9  | 17 |
| Vlastimil Vajčner                 | 4 | 11 | 15 |
| Mats Näslund                      | 9 | 3  | 12 |
| František Černý                   | 6 | 4  | 10 |
| Harri Tuohimaa Alexandr Gerasimov | 5 | 4  | 9  |

## Mistři Evropy - Švédsko
Brankáři: Göran Henriksson, Pelle Lindbergh

Obránci: Anders Boström, Tomas Jonsson, Thomas Kärrbrandt, Tommy Samuelsson, Jan-Åke Danielsson, Anders Wallin, Thomas Åhlén

Útočníci: Mikael Andersson, Sivert Andersson, Tommy Mörth, Mats Näslund, Ove Olsson, Börje Rohlin, Ulf Rådbjer, Conny Silverberg, Thomas Steen, Håkan Södergren, Peter Målerin.

## Československá reprezentace
Brankáři: Jan Hrabák, Jaromír Šindel

Obránci: Jan Podlaha, Kloz, Ivan Černý, Milan Florian, Roman Rákosník, Milan Machek, Peter Slanina, Antonín Plánovský

Útočníci: František Černý, Miroslav Fryčer, Ján Jaško, Eugen Saloň, Anton Šťastný, Vlastimil Vajčner, Ondřej Weissmann, Jiří Lála, Dušan Ludma, Jaroslav Markovič.

## B skupina
Šampionát B skupiny se odehrál v Bilbau a v San Sebastiánu ve Španělsku, postup na mistrovství Evropy juniorů 1978 si vybojovali Norové. Poslední Španělé byli za rok zařazeni do premiérového ročníku šampionátu C skupiny.
1.  Norsko

2.  Jugoslávie

3.  Dánsko

4.  Rakousko

5.  Itálie

6.  Francie

7.  Nizozemí

8.  Španělsko